# 海王星の環

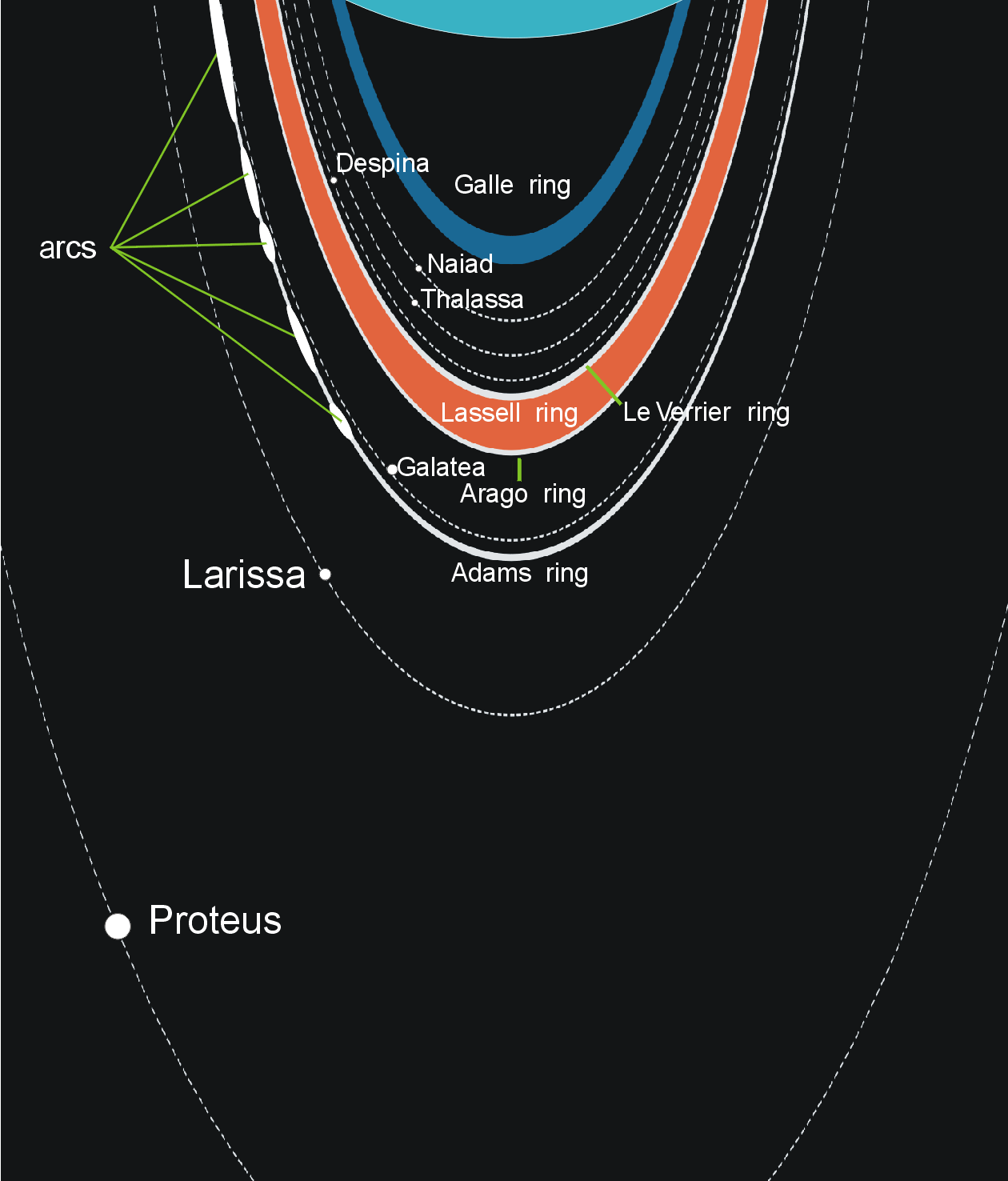
海王星の衛星と環の概略。実線は環、破線は衛星の軌道を表す。

海王星の環（かいおうせいのわ）は、5つの主要な環から構成されている。この環の存在は、1984年にアンドレ・ブライックにより予測され、1989年にボイジャー2号の観測により確認された。最も密度の濃い部分でも、土星の環の密度の薄い部分であるC環やカッシーニの間隙程度であり、海王星の環のほとんどは、薄く宇宙塵に富み、むしろ木星の環に似ている。海王星の環は、海王星の研究に功績のあった天文学者（ヨハン・ゴットフリート・ガレ、ユルバン・ルヴェリエ、ウィリアム・ラッセル、フランソワ・アラゴ及びジョン・クーチ・アダムズ）の名前に因んで名づけられている。また、衛星ガラテアと同期する軌道に、名前のついていない暗い環を持つ。他の3つの衛星であるナイアド、タラッサ、デスピナは、環の間を公転する。
海王星の環は、放射線によって生成した有機化合物のような非常に暗い物質で構成されており、天王星の環の組成と似ている。環の中の塵の割合は、20%から70%と高いが、光学的深さは、0.1未満と低い。アダムズ環には、リベルテ・アーク、エガリテ・アーク1、エガリテ・アーク2、フラテルニテ・アーク、クラージュ・アークと名付けられた5つのアーク（明るい部分）を含む。アークは、軌道黄経の範囲が狭く、非常に安定しており、1980年の最初の発見時からほとんど変化していない。アークがどのように安定化しているかは、まだ未解明である。しかし、その安定性は、アダムズ環とその内側の羊飼い衛星ガラテアとの間の共鳴に関係している可能性がある。

## 発見と観測

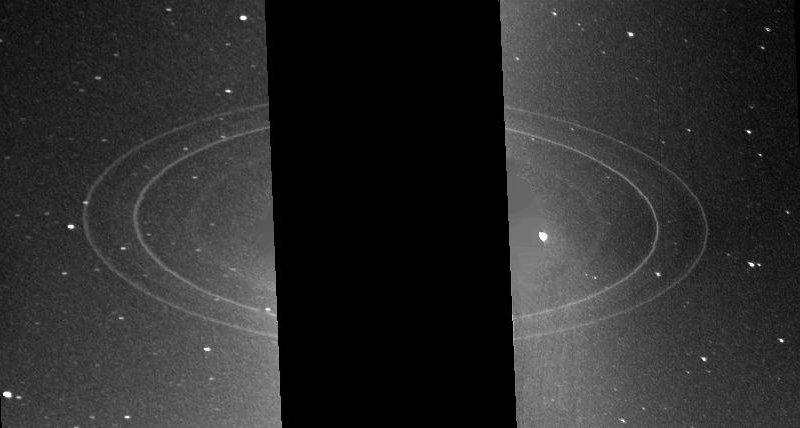
ボイジャー2号が撮影した海王星の環。明るい2本はルヴェリエ環とアダムズ環。

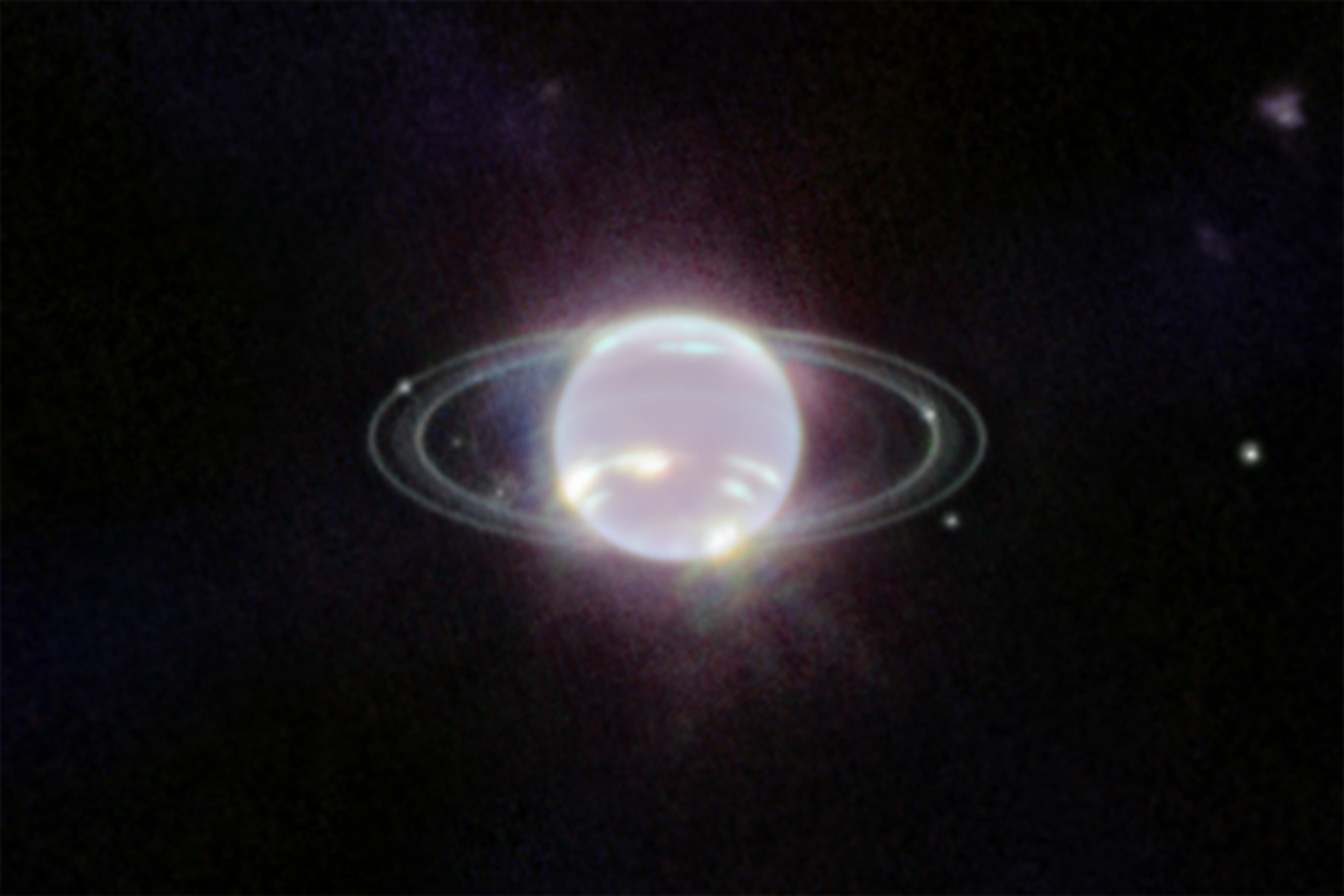
海王星の環(2022年JWST撮影)

海王星の環についての最初の言及は、1846年、海王星最大の衛星トリトンの発見者でもあるウィリアム・ラッセルに遡る。しかし、彼の主張は確認されず、アーティファクトであると考えられた。
最初の信頼性のある環の（あるいは環がないことを示す）観測は、1968年4月7日、恒星「BD -17°4388」の掩蔽の観測によって行われた。この掩蔽は日本、オーストラリア、ニュージーランドなど各地で観測されたが、当時は誰も環の存在を想定していなかった。そのため、環を観測できたかもしれない部分のデータが公表されるのは、1977年に天王星の環が発見された後となった。オーストラリアで観測したケン・フリーマンは、各地のデータも集めて調べ直したが、環は発見できなかった。
1980年8月21日の掩蔽を観測したストロムロ山天文台のフィル・ニコルソンとテリー・ジョーンズは、1.5 RN（約37000km）の位置で2回の減光を観測したが、環によるものだとは結論が出なかった。1981年の掩蔽（5月24日の掩蔽より前の別の掩蔽）では、セロ・トロロ天文台のジェイ・エリアスが1回の瞬間的な減光を観測したが、環にしては狭すぎると考えられた。
天王星の環が発見された直後、アリゾナ大学のハロルド・ライツェマが率いるヴィラノヴァ大学のチームは、海王星の環の探索を開始した。1981年5月24日のへびつかい座52番星の掩蔽で、彼らは一時的な減光を検出した。環の発見を示すものではなかったが、衛星だとしたら、多数の小衛星があるかよほどの偶然ということになる。後にボイジャーがフライバイしたことで、この掩蔽は6つの小衛星の1つラリッサが原因であることが明らかとなった。
1982年、エド・ギナンが、1968年の掩蔽をマウントジョン天文台で観測したデータを再解析した結果、半径29,800kmと36,125kmの位置にそれぞれ幅1200マイル（約1900km）の2本の環を発見したと発表した。しかし、フリーマンなどにより環がないとされた領域だったため、信用されなかった。
1980年代、海王星の大規模な掩蔽の回数は、当時天の川近くにあり、恒星の密度の高い領域を動いていた天王星のものよりもずっと少なかった。海王星の次の掩蔽は1983年9月12日であり、この時は海王星の環の可能性があるものが検出された。しかし、地上からの観測では結論が得られなかった。次の6年間で、約50回の掩蔽が観測されそのうちほぼ3分の1で有意な結果が得られた。何か（恐らく不完全なアーク）が確かに海王星の周りに存在するが、環の特徴は謎のままだった。ボイジャー2号は、1989年に海王星をフライバイした際、海王星の環が存在する決定的な証拠を掴んだ。これにより、以前に不定期に観測されていた掩蔽は、実はアダムズ環のアークが原因だったことが明らかとなった。ボイジャーのフライバイ後、それまでの掩蔽の観測結果が再分析され、環のアークの特徴が判明したが、それはボイジャーが観測したものとほぼ完全に一致した。
ボイジャーのフライバイ以降、解像度と集光力が上がったことにより、ハッブル宇宙望遠鏡や地上の望遠鏡で最も明るい環（アダムズ環とルヴェリエ環）の撮影がなされた。それらは可視光で見ることができ、海王星からのメタン吸収波長の電磁波を大きく遮断した。ただし薄いリングは、見ることはできなかった。

## 一般的な性質

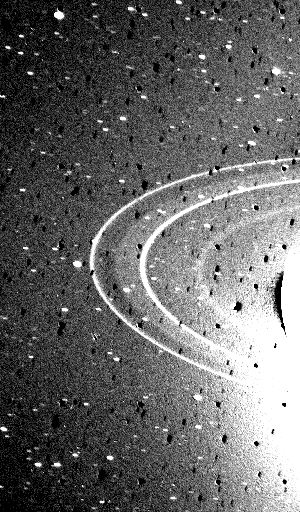
ボイジャーによる海王星の環の画像

海王星は5つの環を持ち、惑星からの距離が近い順に、ガレ環、ルヴェリエ環、ラッセル環、アラゴ環、アダムズ環と呼ばれる。これらの明瞭な環に加え、ガレ環とルヴェリエ環の間に、非常に薄い物質のシートがあり、恐らくさらに内側にもある。環のうち3つは細く、幅は約100kmかそれ以下であるのに対して、ガレ環とラッセル環は広く、その幅は2,000kmから5,000km程度である。4つの小さな衛星が環の内側を公転し、ナイアドとタラッサは、ガレ環とルヴェリエ環の間を回り、デスピナはルヴェリエ環のすぐ内側、ガラテアはアダムズ環のすぐ内側、名前のない薄い暗い環の上を回る。
海王星の環は、多量のμmサイズの塵を含み、その割合は20%から70%に達する。この面で、海王星の環は、塵の割合が50%から100%になる木星の環と似ており、塵の含量が0.1%以下と少ない土星の環や天王星の環とは異なる。海王星の環を構成する粒子は暗い物質からなり、それは恐らく放射線によって生成した有機物からなる氷の混合物である。環の色は赤みがかっており、ボンドアルベドの値(0.01-0.02)は天王星の環や海王星の内惑星の値に近い。通常は透明であり、光学的深さは0.1を超えない。全体として、海王星の環は、木星の環と似ている。
海王星の環は、天王星の環と同様に、比較的若く、その年齢は太陽系の年齢よりかなり小さいと考えられている。また、同じく天王星の環と同様に、海王星の環は、かつての内惑星の衝突による破片でできていると考えられている。この衝突によって小衛星帯ができ、環の塵の供給源になったと考えられる。これは、ボイジャー2号が天王星のメインの環の間に観測した薄い塵の帯と似ている。

## 内側の環
海王星の最も内側の環は、1846年に最初に海王星を望遠鏡で観測したヨハン・ゴットフリート・ガレに因んで、ガレ環と呼ばれる。幅は約2,000kmで、惑星から41,000kmから43,000kmの距離にある。平均の光学的深さが10-4程度の薄い環で、0.15kmの厚さに相当する。塵の割合は、40%から70%である。
内側から2番目の環は、1846年に海王星の位置を予測したユルバン・ルヴェリエに因んでルヴェリエ環と呼ばれる。軌道半径は約53,200kmで、幅は約113kmである。光学的深さは0.0062 ± 0.0015で、0.7 ± 0.2 kmの厚さに相当する。塵の割合は、40%から70%である。軌道半径52,526kmでこの環のわずかに内側にある小衛星デスピナは、羊飼い衛星としてこの間の形成に関わったと考えられている。
内側から3番目の環は最も幅が広く、1846年に海王星最大の衛星トリトンを発見したウィリアム・ラッセルに因んでラッセル環と呼ばれる。この環は、軌道半径約53,200kmのルヴェリエ環と約57,200kmのアラゴ環の間を埋める薄い物質のシートである。平均の光学的深さは10-4程度で、0.4kmの厚さに相当する。塵の割合は、20%から40%である。
ラッセル環の外縁、惑星から約57,200kmの距離には、幅100㎞程の小さな明るさのピークがあり、フランスの数学者、物理学者、天文学者で政治家のフランソワ・アラゴに因んでアラゴ環と呼ぶ者もいる。しかし、多くの出版物では、アラゴ環には言及されていない。なおアラゴは、海王星に関する直接の目立った貢献はないが、海王星発見当時のパリ天文台長すなわちルヴェリエの上司であり、アダムズとの発見先取権争いにおいてルヴェリエを援護し、新惑星にルヴェリエと命名した人物である。

## アダムズ環

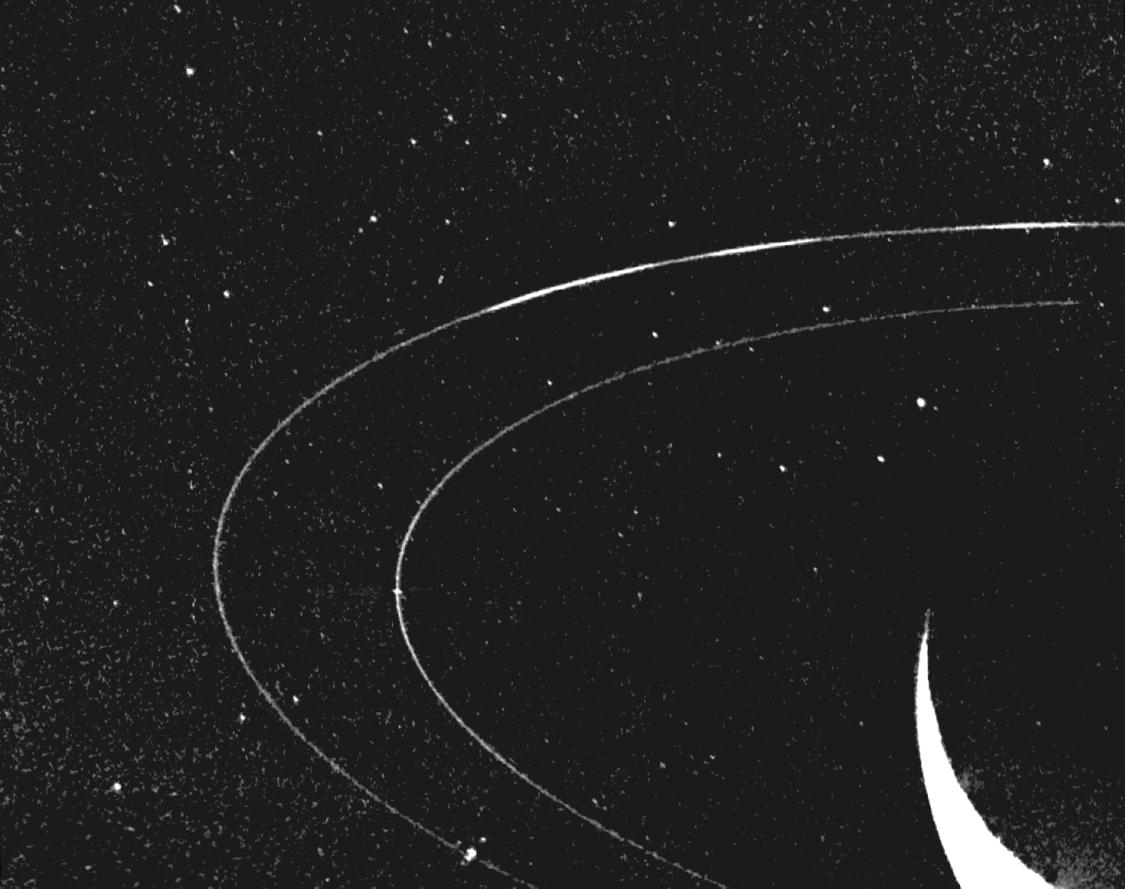
アダムズ環のアーク（左からフラテルニテ、エガリテ、リベルテ）と内側のルヴェリエ環

最も外側のアダムズ環は、軌道半径が約63,930kmであり、海王星の環の中で最もよく研究されている。ルヴェリエとは独立に海王星の位置を予測したジョン・クーチ・アダムズに因んで名づけられた。この環は幅が狭く、若干扁平で傾いており、合計の幅は約35 km (15-50 km)、光学的深さはアーク以外では0.011 ± 0.003であり、0.4kmの厚さに相当する。塵の割合は、20%から40%であり、他の狭い環と比べて少ない。軌道半径61,953 kmとアダムズ環のすぐ内側を公転する衛星ガラテアは、42:43で軌道共鳴し、環の狭い範囲に構成粒子を留める役割を担っている。

### アーク
アダムズ環は、5つの明るいアークを含む。アークは、環の中の離散した領域であり、そこでは構成粒子は、謎のクラスターを作っている。
アダムズ環の最も明るい部分であるアークは、海王星の環の中で最初に発見された部分である。ボイジャー2号以前は、アーク以外の部分が観測できなかったため、1周していない不完全な環だと考えられていた。
アークは、反時計回りにフラテルニテ・アーク、エガリテ・アーク1、エガリテ・アーク2、リベルテ・アーク、クラージュ・アークという。フラテルニテ、エガリテ（1と2）、リベルテの3つの名前は、フランス革命とフランス共和国の標語「自由・平等・博愛」 "liberté, egalité, fraternité"に（逆順で）由来する。これらの名前は、1984年から1985年にアークを発見したSicardyらによって提案された英語の名「Liberty, Equality, Fraternity」を、原語であるフランス語に戻したものである。残るクラージュ (courage) はフランス語で勇気を意味する。
アークは、天球に対しほぼ静止しており、その構成粒子と共に海王星の周りを公転はしていない。アークの黄経は247°から294°の比較的狭い範囲に収まり、それぞれのアークは1986年時点で以下の範囲にあった。
| フラテルニテ・アーク | 247°   | 257°   |
| エガリテ・アーク1    | 261°   | 264°   |
| エガリテ・アーク2    | 265°   | 266°   |
| リベルテ・アーク     | 276°   | 280°   |
| クラージュ・アーク   | 284.5° | 285.5° |

ボイジャー2号から得られたデータによると、最も明るく最も長いアークはフラテルニテ・アークで、最も暗いのはクラージュ・アークであった。アークの光学的深さは、0.03-0.09と推測された（掩蔽によって測定されたリベルテ・アークの前縁の光学的深さは、0.034 ± 0.005であった）。幅は、アダムズ環全体の幅とほぼ同じで、約30kmであった。相当する厚さは、1.25kmから2.15kmの範囲で様々であった（リベルテ・アークでの前縁では0.77 ± 0.13 kmであった）。塵の割合は、40%から70%である。アダムズ環のアークは、土星のG環と類似している。
これらのアークは、ボイジャー2号の探索以降もハッブル宇宙望遠鏡の多天体分光器(NICMOS)による観測のほか、チリの超大型望遠鏡VLT、ハワイのカナダ・フランス・ハワイ望遠鏡とW・M・ケック天文台など、地上からの観測が行われており、さまざまな変化が見られている。クラージュ・アークは、1998年にフレアを発生したように明るくなったが、その後また暗くなった。2003年の時点では、位置がボイジャー探索時から8°進んで294°に移り、2009年までにリベルテ・アークとともにほぼ消滅した。フラテルニテ・アークとエガリテ・アークは、その相対光度が不定期に変動している。このような観測される変化は、相互での塵の交換が原因である可能性がある。可視光による観測によれば、残っている両アークは少し短くなり、また徐々に暗くなっている。

### 閉じ込め
アダムズ環のアークについては、説明できない点が残っている。軌道力学では、長い年月を経るとアークは環全体に拡散することとなるため、その存在自体が謎である。そこで、アークの閉じ込めについては、いくつかの説が提唱されている。最も知られた説は、ガラテアが42:43の軌道傾斜角共鳴で物質をアークに閉じ込めているというものである。この共鳴により、環の軌道上にそれぞれ4°の長さの84個の安定な領域ができ、この隣接領域にアークができるというものである。しかし、ハッブル宇宙望遠鏡とケック望遠鏡による1998年の環の平均の動きの観測で、海王星の環はガラテアとの軌道傾斜角共鳴上にないという結論が得られた。
もう1つの説は、軌道離心率共鳴によりアークへの閉じ込めが起こるというものである。このモデルでは、アダムズ環の有限質量を考慮に入れ、それにより共鳴点がより環に近くなる。この説の副産物として、アダムズ環の質量の推定が可能であり、ガラテアの質量の約0.2%と見積もられた。1986年に提唱された3番目の説では、この環の内側にもう1つの衛星が公転しているとし、アークはこの衛星のラグランジュ点に捕えられたものであるとされる。しかし、ボイジャー2号の観測により、未発見の衛星の大きさと質量は厳しく制限され、この説はあり得ないと考えられる。より複雑な説では、いくつかの小衛星がガラテアの共鳴軌道に捕えられ、アークの閉じ込めと塵の供給に寄与しているとされる。

## 探査機による探索
海王星の環は、1989年8月のボイジャー2号の海王星フライバイの際に詳しく調査された。画像の撮影の他に、紫外線、可視光による掩蔽の観測が行われた。ボイジャー2号は、太陽に対して様々な配置で環を観測し、太陽の後方、前方、側方からの写真を撮影した。この写真の分析により、環を構成する粒子のボンドアルベドの値の決定等が可能となった。また同時に、アダムズ環の羊飼い衛星であるガラテアを含む海王星の6つの内衛星が新たに発見された。

## 一覧
| 環の名前         | 環の名前         | 半径 (km)     | 幅 (km) | 厚さ (km) | 光学深さ         | 塵の割合(%) | 軌道離心率       | 軌道傾斜角(°)   | 備考                                         |
| ---------------- | ---------------- | ------------- | ------- | --------- | ---------------- | ----------- | ---------------- | --------------- | -------------------------------------------- |
| ガレ (N42)       | ガレ (N42)       | 40,900-42,900 | 2,000   | 0.15      | ~ 10-4           | 40-70       | ?                | ?               | 幅広く暗い環                                 |
| ルヴェリエ (N53) | ルヴェリエ (N53) | 53,200 ± 20   | 113     | 0.7 ± 0.2 | 6.2 ± 1.5 × 10-3 | 40-70       | ?                | ?               | 狭い環                                       |
| ラッセル         | ラッセル         | 53,200-57,200 | 4,000   | 0.4       | ~ 10-4           | 20-40       | ?                | ?               | ルヴェリエ環とアラゴ環の間の暗い物質のシート |
| アラゴ           | アラゴ           | 57,200        | <100    | ?         | ?                | ?           | ?                | ?               |                                              |
| アダムズ (N63)   | 通常             | 62,932 ± 2    | 15-50   | 0.4       | 0.011 ± 0.003    | 20-40       | 4.7 ± 0.2 × 10-4 | 0.0617 ± 0.0043 | 5つの明るいアークを含む                      |
| アダムズ (N63)   | アーク           | 62,932 ± 2    | 15-50   | 1.25-2.15 | 0.03-0.09        | 40-70       | 4.7 ± 0.2 × 10-4 | 0.0617 ± 0.0043 | 5つの明るいアークを含む                      |

「?」は、そのパラメータが不明であることを意味する。